# Saab Sport

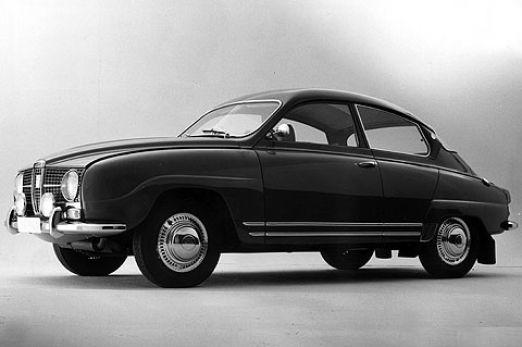
Saab Sport, 1965. Saab Sport lanserades som en uppföljare till Saab GT750.

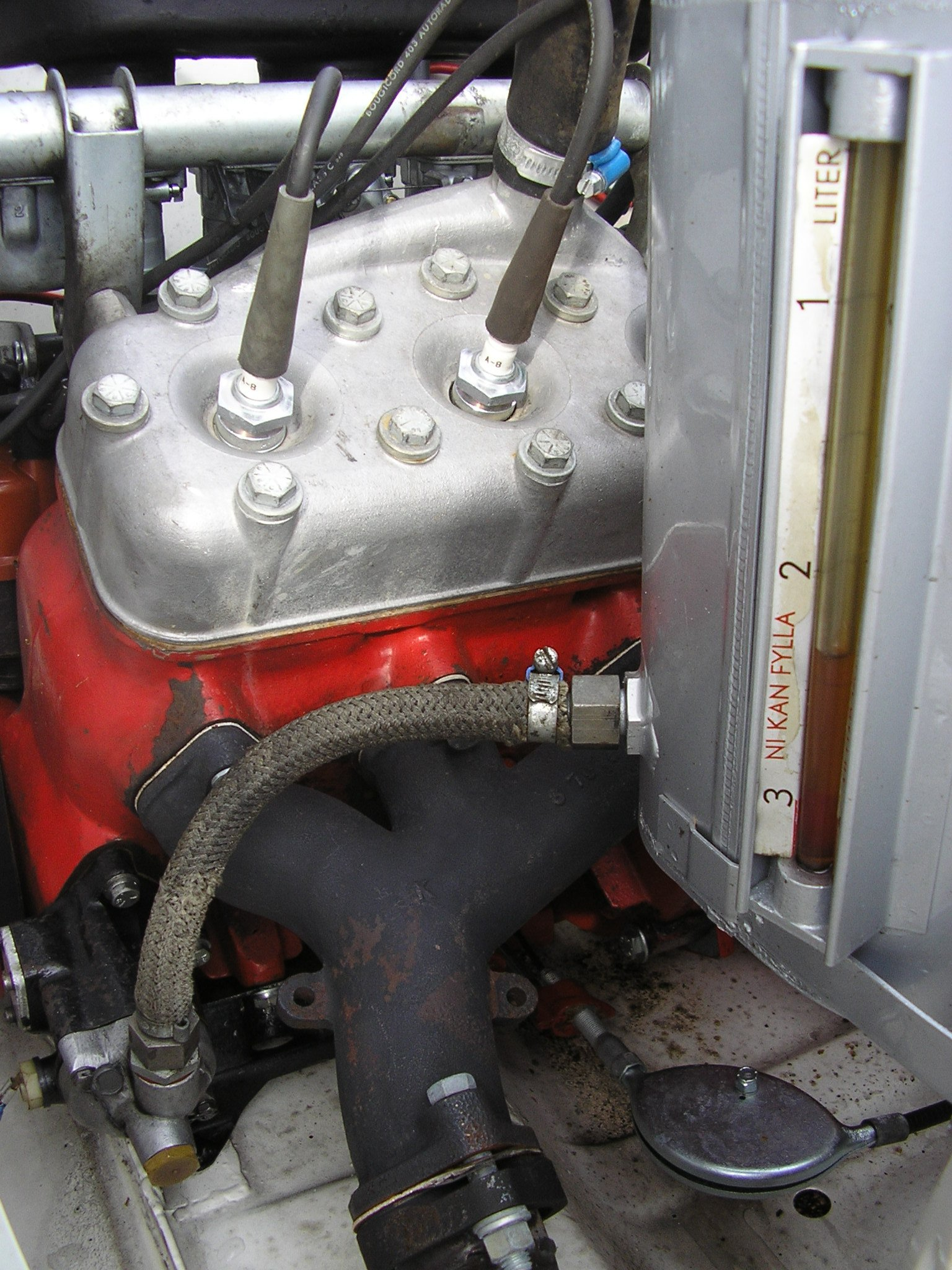
Tank för olja till separatsmörjning.

Saab Sport var en specialmodell av Saab 96 som lanserades 1962 som ersättning för Saab GT750. 
Det här var första gången Saabs gran turismo-vagn såldes i Sverige eftersom GT750:n aldrig sålts i Sverige den officiella vägen. Den hade samma kaross som Saab 96 men annorlunda inredning och utrustning. På utsidan var skillnaden gentemot standard-96:an de dubbla kromränderna längs karossens nederdel, extraljusen och de annorlunda navkapslarna. Motorn var en 841 kubikcentimeters trecylindrig tvåtaktsmotor med en Solex-förgasare per cylinder som gav 52 hästkrafter. Motorn smordes via en separat oljetank, vilket innebar att man inte manuellt behövde blanda olja i bensinen (som på standardmodellen). Växellådan hade fyra växlar. Saab Sport hade också skivbromsar fram, något som var ovanligt vid tiden. Fälgarna var fyrbultade istället för fembultade som på standard-96:an.
På bland annat USA-marknaden kallades vagnen GT850 (analogt med den tidigare 750:n), men efter Saabs framgångar i Monte Carlo-rallyt byttes beteckningen till Monte Carlo 850 fr o m 1964.
Sport-modellen förändrades parallellt med vanliga Saab 96. Noterbart är att den trimmade motorn försvann i och med fyrtaktsmotorns intåg till årsmodell 1967. Modellen kallades nu Monte Carlo V4 och skilde sig endast åt från standardmodellen i utrustningshänseende.

## Tekniska data
Motor (1962-66):	rak trecylindrig tvåtaktsmotor
- Cylindervolym:	841 cm3
- Borr x slag:	70x72.9 mm
- Effekt:		52 hk (1962)-(64), 55 hk (1965-66)

Motor (1967-68):	fyrcylindrig V-motor m toppventiler
- Cylindervolym:	1498 cm3
- Borr x slag:	90x58,86 mm
- Effekt:		65 hk DIN

Kraftöverföring:
- Längsställd motor fram, framhjulsdrift
- 4-växlad helsynkroniserad manuell växellåda, med frihjul, rattspak.

Mått:
- Längd:		403 cm (1962-64), 417 cm (1964-68)
- Bredd:		157 cm
- Höjd:		147 cm
- Hjulbas:		249 cm

Årsmodeller:
- 1962:	Saab Sport presenterades på Stockholms bilsalong i februari 1962. Bilen hade ny, större motor och skivbromsar fram.
- 1963:	Förbättrad värme och ventilation; nytt Saab-emblem i grillen; ny, stoppad instrumentpanel; bagagerumsbelysning.
- 1964:	Tvåkrets diagonalkopplat bromssystem.
- 1965:	Ny, längre front; kylaren flyttad fram i fronten, framför motorn; ny trippelförgasare höjer effekten till 55 hk; hydraulpåverkad koppling; hängande pedaler; nya stötfångare; nya baklyktor.
- 1966:	Namnet Saab Sport försvinner och bilen kallas nu Monte Carlo 850 på alla marknader. Växelströmsgenerator.
- 1967:	Tidiga 67:or säljs med tvåtaktsmotorn, men snart introduceras Monte Carlo V4 med fyrtaktsmotorn från Ford.
- 1968:	Större vind- och bakruta; innerbackspegeln flyttad till rutans ovankant. Under våren 1968 försvinner modellen från marknaden.

Prestanda:
- Saab 96 Sport. (55hk/DIN) Acceleration 0-100 km/h 17,3 sek. Toppfart 142 Km/h. Källa: Saab automobil AB.